# 達澳鰻海龍
達澳鰻海龍（学名：Bulbonaricus davaoensis），为輻鰭魚綱棘背魚目海龍魚科的其中一種，分布於印度西太平洋區，包括肯亞、澳洲、印尼、菲律賓、斐濟等海域，棲息深度1-8公尺，體長可達4.3公分，棲息在珊瑚礁區，卵胎生。